# Minas-Geraes-Klasse
Die Minas-Geraes-Klasse (auch oft fälschlich Minas-Gerais-Klasse) war eine Klasse von zwei Schlachtschiffen (Dreadnoughts) der brasilianischen Marine. Sie bestand aus zwei Schiffen, der Minas Geraes und der São Paulo, die zwischen 1910 und 1952 in Dienst standen. Diese waren die ersten Großkampfschiffe dieser Art in Südamerika. Ihr Bau verursachte einen Rüstungswettlauf (ABC-Wettrüsten) zwischen den großen südamerikanischen Marinen von Argentinien, Brasilien und Chile, der durch den Ersten Weltkrieg beendet wurde.
Beim Stapellauf im September 1908 galt die namengebende Minas Geraes als größtes Schlachtschiff der Welt.
Die Schiffsklasse ist außerdem bemerkenswert, weil die brasilianische Marine damit zum Bau von Dreadnoughts überging, bevor dies etablierte Seemächte wie Frankreich, Russland oder Italien taten.

## Entwurfsgeschichte
Erste Planungen begannen 1903, und die Schiffe wurden im Oktober 1904 von brasilianischen Kongress bewilligt. Der erste Entwurf sah küstenpanzerartige Schiffe ähnlich der norwegischen Norge vor. Der Entwurf wurde zu dem eines Einheitslinienschiffs und dann zu dem eines mit 12 25-cm-Geschützen bewaffneten Schiffes von 13.000 Tonnen Wasserverdrängung geändert. Von diesem Entwurf wurden drei bei der britischen Armstrong-Werft in Elswick bestellt. Kurz nach Baubeginn entwertete die Fertigstellung der Dreadnought den Entwurf und der Bau wurde unterbrochen. Ein neuer Vertrag über zwei Schiffe (Minas Geraes, São Paulo) vom Dreadnought-Typ wurde im Februar 1907 geschlossen. Armstrong beauftragte die Vickers-Werft in Barrow-in-Furness für die São Paulo als Sub-Unternehmer.
Das dritte Schiff, die Rio de Janeiro, sollte im Anschluss nach einem anderen Entwurf gebaut werden. Dieses wurde aber vor Fertigstellung als Sultan Osman I. an die Türkei verkauft und bei Ausbruch des Ersten Weltkrieges von Großbritannien beschlagnahmt, wo sie als Agincourt am Krieg teilnahm.

## Einheiten
| Name         | Bauwerft                             | Kiellegung     | Stapellauf         | Indienststellung | Außerdienststellung |
| ------------ | ------------------------------------ | -------------- | ------------------ | ---------------- | ------------------- |
| Minas Geraes | Armstrong, Mitchell and Co., Elswick | 17. April 1907 | 10. September 1908 | Januar 1910      | 16. Mai 1952        |
| São Paulo    | Vickers, Barrow-in-Furness           | 30. April 1907 | 19. April 1909     | Juli 1910        | 2. August 1947      |

## Technische Daten

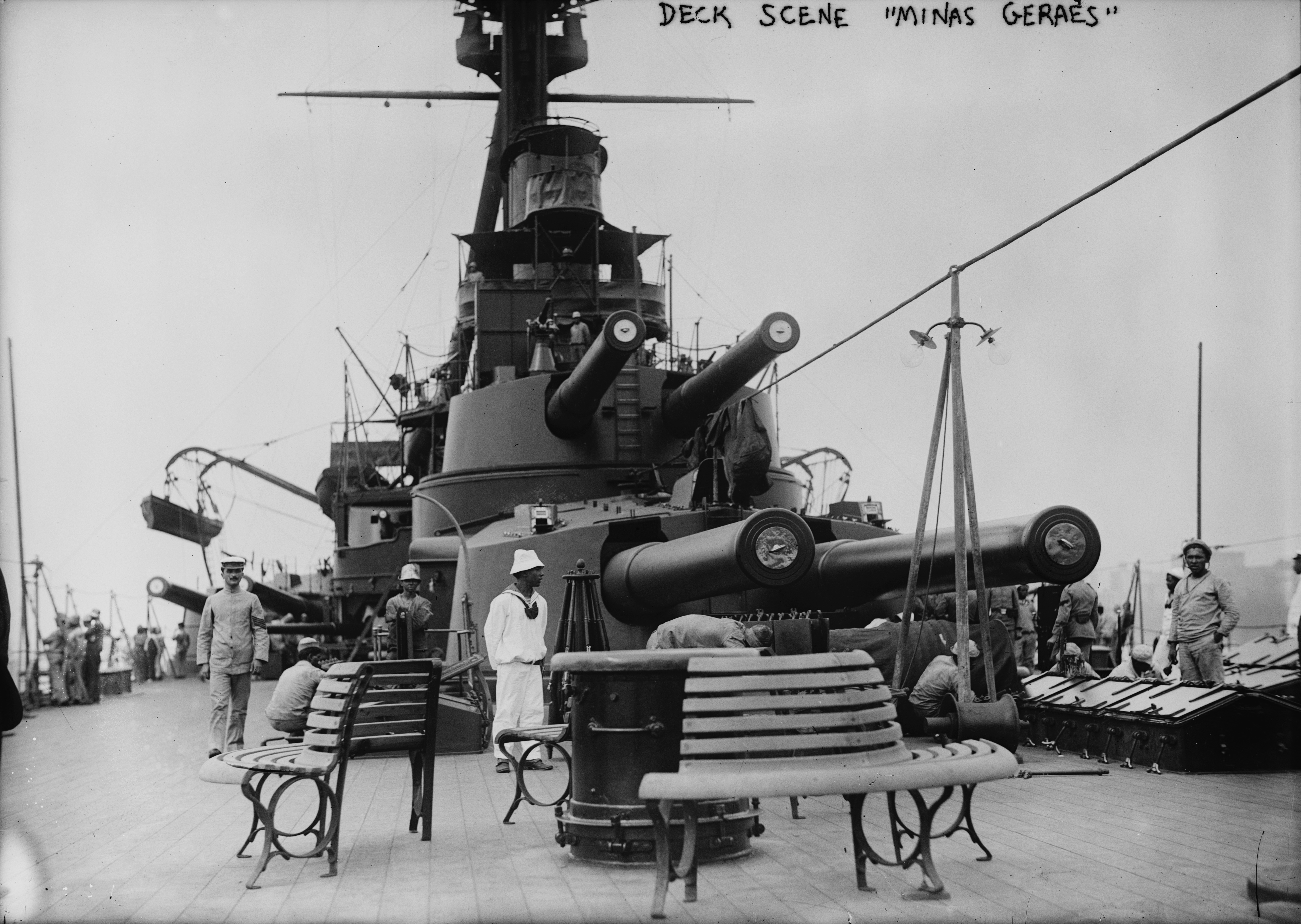
Die Deckszene zeigt die Vorder- sowie die Steuerbord-Hauptartillerie

Die Schiffe waren mit 19.200 ts etwas größer als die HMS Dreadnought. Sie trugen eine Hauptbewaffnung von 12 30,5-cm-Geschützen in Zwillingstürmen, von denen je zwei für die damalige Zeit fortschrittlich vorn und achtern (hinten) überhöht aufgestellt waren. Die restlichen beiden Türme standen versetzt seitlich der Schornsteine, so dass sich ein Breitseitenfeuer von 10 30,5-cm-Geschützen ergab. Die Mittelartillerie bestand aus 22 12-cm-Geschützen, 14 in Kasematten und 8 in und auf den Enden der Aufbauten. Auf den überhöhten und den Seitentürmen standen insgesamt 8 47-mm-Geschütze. Die Schiffe verfügten über keine Torpedorohre, führten aber Torpedos für die Beiboote mit.
Die zentrale Zitadelle verfügte über einen Wasserlinienpanzerung von 229 mm Stärke, der sich in der Länge vom zweiten bis zum zweitletzten Geschützturm erstreckte und bis zum Oberdeck reichte. Damit schützte der Panzergürtel auch die in Kasematten aufgestellten 12-cm-Geschütze. Vor und hinter der Zitadelle setzte sich der Gürtel mit geringerer Höhe fort, zuerst auf 152 mm und an den äußersten Schiffsenden auf 102 mm verdünnt. Achtern schloss ein 102-mm-Querschott die Zitadelle ab. Vorn hatte die Zitadelle in der oberen Hälfte ein 229-mm-Querschott auf Höhe des zweiten Geschützturms, der untere Teil des vorderen Querschotts lag weiter vorn und war 76 mm stark. Über den Kasematten, das heißt über der Zitadelle, war das Oberdeck mit 32 mm gepanzert. Das Hauptpanzerdeck war 51 mm stark.
Die Türme der schweren Artillerie waren an den Fronten mit 229 mm, an den Seiten und hinten mit 203 mm und an der Decke mit 51 bis 76 mm gepanzert, ebenso die Barbetten oberhalb des Panzerdecks. Der vordere Kommandoturm hatte eine 203 bis 305 mm starke, der achtere eine 76 bis 229 mm starke Panzerung. Bemerkenswert war der Schutz gegen Unterwassertreffer: Er bestand im Bereich der zentralen Zitadelle aus seitlichen Torpedoschotts, die über den Innenboden des Schiffs über einen sogenannten „Minenboden“ verbunden waren, so dass der Unterwasserschutz einen Kasten bildete, der sich bis zum Hauptpanzerdeck erstreckte.
Als Antrieb dienten zwei Dreifach-Expansionsmaschinen, die von 18 kohlegefeuerten Babcock & Wilcox-Kesseln gespeist wurden und auf zwei Wellen wirkten. Der Antrieb entwickelte eine Leistung von 23.500 PS für 21 kn.

## Geschichte und Verbleib
1910 begann an Bord der Minas Geraes eine Meuterei afrikanisch-brasilianischer Matrosen, die sich gegen rassistische Lohnunterschiede zwischen (weißen) Offizieren und (schwarzen) Matrosen, sowie gegen den Gebrauch der „Chibata“-Peitsche gegenüber den Matrosen wehrte. Die Meuterei gipfelte in mehrtägigen Straßenkämpfen, bis die Meuterer ihre Forderungen zunächst durchsetzen konnten (-> Revolta da Chibata).
Die brasilianische Regierung bot den Alliierten die beiden Schiffe an, die allerdings zu diesem Zeitpunkt bereits als veraltet galten. Beide Schiffe wurden in New York grundüberholt, die São Paulo in Vorbereitung auf einen Einsatz mit der britischen Grand Fleet im Ersten Weltkrieg, der nicht mehr zustande kam. Dabei wurden die 47-mm-Geschütze entfernt und die Feuerleiteinrichtungen modernisiert. Außerdem wurden die mittleren fünf 12-cm-Kasemattgeschütze auf jeder Seite entfernt.
Durch einen Influenzaausbruch musste die Minas Geraes in Gibraltar Station machen. Erst am 10. November 1918, einen Tag vor dem Ende des Krieges, setzte sich das Schiff wieder in Bewegung.
Die Minas Geraes erhielt bei einem weiteren Umbau 1934 bis 1937 Kessel mit Ölfeuerung und eine Flak-Bewaffnung. Die São Paulo sollte ebenso umgebaut werden, davon wurde aber wegen des schlechten Zustandes des Schiffs Abstand genommen.
Beide Schiffe waren zwischen der Weltkriegen in interne Auseinandersetzungen und Meutereien verwickelt. Nach dem Kriegseintritt Brasiliens 1942 waren die Schiffe für die Küstenverteidigung vorgesehen, da sie völlig veraltet waren. Nach dem Krieg wurden sie zum Abwracken verkauft. Die Minas Geraes wurde 1954 nach Genua geschleppt. Die São Paulo sollte nach 1951 nach Großbritannien geschleppt werden und ist bei den Azoren am 4. November 1951 verschollen, als die Troßleine bei einem Sturm gekappt wurde.